# واکورونچو (هوانوکو-پاسکو)
واکورونچو (به اسپانیایی: Waqurunchu) یک کوه در پرو است که در Peru, Huánuco Region, Pasco Region واقع شده‌است. واکورونچو ۴٬۸۰۰ متر بالاتر از سطح دریا واقع شده‌است.